# Flickr
Flickr（フリッカー）は、写真の共有を目的としたコミュニティウェブサイトである。

## 概要
個人で撮った写真をウェブ上で整理・分類・展示しておけるほか、見知らぬ人と共有して互いにコメントを書き込むこともできる。こうした画像掲示板やソーシャル・ネットワーキング・サービスのようなコミュニティとしてユーザーに人気が出ただけでなく、ブロガーの間で写真の共同保管・共同利用の場所としても広く使われることで巨大化した。
Flickrでは誰かがアップした写真にだれでも自由に「タグ」と呼ばれるキーワード（メタデータ）を付けて分類することができ、タグを通して他のユーザーとコミュニティを形成したり、タグをたどるうちに予想もしなかった写真に出くわすこともある。

## 歴史
Flickrはスチュワート・バターフィールド、カテリーナ・フェイク、ジェイソン・クラストンが設立し、カナダ・バンクーバーに本拠を置くルディコープ社（英語: Ludicorp、2002年に創業）が2004年2月に開設した。Flickrのサービスは、ルディコープ社が開発していた大規模多人数参加型オンラインゲーム（MMO）『Game Neverending』のために開発されたツールを流用した物である。しかし、Flickrの方がより企業化できそうな事業であることが分かったため、『Game Neverending』の開発は棚上げになってしまった。
初期のFlickrの姿は、写真を共有することで多人数がチャットを楽しむマルチユーザーチャットルーム『FlickrLive』に焦点を合わせたものだった。その後の技術開発は、各ユーザーによる写真アップロードと分類をスムーズにするためのバックエンド（後処理系）に集中され、チャットルームはいつしかサイトの中に埋もれてしまった。その後、チャットルームのセキュリティの甘さを悪用して、ユーザーが他のユーザーの写真を断りなく削除してしまう荒らしが発生したため、チャットルームは閉鎖された。
2005年3月、ルディコープ社とFlickrは米Yahoo!により買収された。同6月28日、カナダのサーバにあったコンテンツはすべてアメリカのサーバに移され、すべてのデータはアメリカ合衆国の連邦法の適用を受けることとなった。
この買収により、それ以前からYahoo!とFlickrのアカウントは統合され、Yahoo!のIDを持つ者（運営会社の異なるYahoo !Japanは除く）は、そのIDで直ちに利用開始が可能、またYahoo!のアカウントを持たない者はFlickrのアカウントを利用するためにYahoo! IDの作成が必須となった。また、これに伴い、Yahoo! Photos（米国）は2007年9月20日限りで終了することになった。Yahoo! JAPANは、米Yahoo!と利用者情報の共有がないため、日本でFlickrを利用するためには、日本国外向けのYahoo!のアカウント登録が必要であったが、2010年10月よりGoogleアカウントで、新規アカウント作成・ログインが可能となった。Googleは全世界の法人間でアカウント情報を共有しているため、Googleアカウントを持っていればYahoo!への登録は不要になった。
2014年7月よりGoogleアカウントでの新規アカウント作成・ログインができなくなり、再び米Yahoo!のアカウント登録が必要となった。
2017年7月13日、親会社である米Yahoo!ごと、米通信企業ベライゾン・コミュニケーションズ社に買収された。同月、ベライゾン社は米Yahoo!と、同じく傘下に収めていたAOLとサービスを統合、新たな傘下企業Oath社（2019年までにベライゾン・メディアグループに社名変更）を立ち上げ、FlickrはYahoo!ごとそのOath社の傘下となった。
2018年4月20日、同じく画像ホスティングサービスを運営するライバル企業であった米SmugMug社が、Oath社からFlickrを買収した。“SmugMug”と“Flickr”は統合はされず、Flickrのサービスは残していく予定と発表。しかし買収に伴い、フリーアカウントはそれまでの2TBの容量から、写真の数が1000枚までに制限されることとなった。1000枚以上すでにアップロードしているユーザの写真は2019年2月5日に新しい1000枚を残して削除される。Yahoo!とのアカウント統合も解消される予定。

## 特徴

### タグとセット
Flickrは、登録したユーザーに対し、Flickr内の写真に『タグ』（メタデータの一種）と呼ばれるキーワードを付けて自由に分類することを許可している。撮影場所、撮影対象などを表すタグがあることによって、何かについての画像を調べたい者は簡単にFlickrの中から画像を検索することができる（例えば、「台湾」、「結婚式」、「ベルリンの建築」、「パール・ジャム」、「ホノルルマラソン」など）。またFlickrは最も検索数の多いキーワードのタグをつけられた写真へすぐアクセスできるページも多数備えている。Flickrは最初に「タグクラウド」（Tag cloud、フォントの大小で人気のあるタグを一目で分かるようにした表示方法）を実装したサイトの一つでもある。
Flickrは各ユーザーのトップページに、複数のお気に入り写真のサムネイルを同じ標題のもとにまとめた「セット」を作ることも許可している。ここでいうセットは伝統的なフォルダを使ったファイル整理方法よりもっとフレキシブルなもので、一つの写真が複数のセットに同時に入ることも、一つのセットだけに入ったりセットに入らなかったりすることもできる。

### Organizr（オーガナイザ）
「Organizr」という機能は、その名の通り写真を「オーガナイズする」（系統立てる）機能であり、ユーザーが自分の写真や共有の写真の管理をウェブブラウザ上のFlickrのインターフェイスの中だけでできるようにしたものである。タグの管理、写真への解説付け、セットへのまとめなどができ、Macromedia Flashを使って写真の見え方や質感などもデスクトップで管理できるアプリケーションである。こうした機能により、Organizrはウェブ・インターフェイスでは厄介だった複数の写真の一括管理をも簡単にすることに成功している。

### プライベートモードと公開モード
Flickrは個人的な写真保存スペースと、ネット上に開かれた共有保存スペースの両方を提供している。画像をアップロードするユーザーは、その画像を見ることのできる範囲を決めるプライバシー管理を行うことができるため、各画像は公開状態のままにすることもプライベートに設定することもできる。プライベートの場合は、仕様ではアップロードしたユーザーのみが閲覧・整理できることになるが、見ることのできる人の範囲を友人や家族などまで広げることもできる。プライバシーの設定で、ユーザーの個人的な画像を「グループ・プール」（友人または同じ趣味をもつもの同士で形成したグループが共有する画像庫）に登録することもできる。グループがプライベート・モードの場合、グループのメンバーだけが画像を見ることができる。グループが公開モードの場合、写真は当然ネット上のすべてに公開されることとなる。Flickrは「コンタクト・リスト」と呼ばれる、自分の作った画像へのアクセスを数人のユーザーだけに限るための管理機能も用意している。
一方で、ユーザーの多くはアップロードした写真を誰でも見られる状態にしている。プライバシーの設定がない状態では、ユーザーは誰でも見ることのできる写真にはコメントを残すことができる。また、その画像に関連したキーワードのタグを加えることもできる。

### 相互連関と互換性
FlickrはRSSフィーダーやAtomフィーダーを提供しており、また、ウェブ開発のできる者なら誰でも機能を拡張することができるAPIも提供されている。
サイトの基本となる機能は標準的なHTMLとHTTPに準拠しているため、幅広いOSやブラウザで閲覧することができる。テキスト編集やタグ付けには、ほとんどのブラウザが承諾しているAjaxを利用している。Organizrには広く使われているAdobe Flashの技術が使われるなど、Flickrというサイトがどのような環境からでも使えるよう工夫されている。また画像投稿はブラウザからだけではなくメールからでも行える。

### ライセンス
Flickrはユーザーに、ある種の共通使用ライセンスのもとで画像を提供するよう依頼している。ライセンスの中には第一にクリエイティブ・コモンズがあり、またその他の著作権管理ライセンスも用意されている。

#### ウィキペディアとの関係
ウィキペディア（あるいはウィキメディア・コモンズ）で使われている画像には、撮影者・作成者以外によって、Flickrから転載されたものもある。掲載可能な画像はAttribution License（CC BY、「表示」）およびShareAlike License（CC *-SA、「継承」）が伴うものだけである。非営利(NC)や改変禁止(ND)の写真を掲載する事は認められない。これは、ウィキペディアが（商用利用も含め）自由に利用可能な百科事典を目指しているためであり、束縛の強いライセンスは拒否されている。
具体的には、Flickr内のライセンス種別による次の検索ページにおいて、下記のライセンスから検索して、ヒットした画像だけが自由に転載可能である。
- 一番上の「Attribution License」（約6700万点：2015年現在）
- 下から3番目にある「Attribution-ShareAlike License」（CC BY-SA）（約3250万点：同）
- 下から2番目にある「Public Domain Dedication」（CC0）（約30万点：同）
- 一番下の「Public Domain Mark」（PDM）（約93万点：同）

## 仕組み
ルディコープ社のウェブ開発リーダー、カル・ヘンダーソン（Cal Henderson）は、Flickrの最終的な構造を2004年のヴァンクーヴァーでの「PHP Association」でかなり明らかにした。その際、Microsoft PowerPointでの説明内容は、以下の通りである。
Flickrのプラットフォームは以下のような仕組みで形成されている。
- PHP for core application logic
- Smarty Template Engine
- PEAR for XML & Email
- Perl for "controlling"
- ImageMagick for image processing
- MySQL 4.0
- Java for the node service
- Apache Web Server 2

FlickrのYahoo!による買収とヤフーのサーバーへのデータ移転で、ImageMagickの使用は終了した。